# アレクサンドル・ニコラエヴィチ・ヤコヴレフ
アレクサンドル・ニコラエヴィチ・ヤコヴレフ（ロシア語: Алекса́ндр Никола́евич Я́ковлев, ラテン文字転写: Aleksandr Nikolaevich Yakovlev、1923年12月2日 - 2005年10月18日）は、ソビエト連邦およびロシアの政治家、歴史学者。ミハイル・ゴルバチョフの側近として、ペレストロイカを推進した。重厚な風貌と歴史に対する真摯な姿勢で知られる。ボリス・エリツィンは、著書『告白』で、ヤコヴレフについて「きわめて賢明で、健全で、誰よりも先見の明がある政治家」と評価している。

## 来歴・人物

### ペレストロイカ以前
ヤロスラヴリ州に生まれ、砲兵および小隊長として独ソ戦（第二次世界大戦）の最前線で参戦したが、1942年8月に銃撃を受けて重傷を負い、翌年2月に傷痍兵として除隊された。
戦後の1946年、ヤロスラヴリ教育大学を卒業した。1958年には、米ソ間の交換留学生としてアメリカ・コロンビア大学で1年間学んだ。帰国後はソ連共産党中央委員会に勤務し、1969年にはアメリカ研究の功績によりプロフェソールの称号を受けた。しかし、宣伝部第一副部長時代だった1973年、ロシア・ナショナリズムを批判したことが災いして、左遷された。当時のレオニード・ブレジネフ書記長によって駐カナダ大使に任命された。
カナダではピエール・トルドー首相と親密になり、家族ぐるみでの交際を行った。トルドーは自分の次男にアレクサンドルの名前を付けるほどだった。また、ソ連共産党の農業政策担当書記として当地の農場制度を視察するためにカナダを訪問したゴルバチョフと出会い、意気投合する。1982年にユーリ・アンドロポフ書記長が就任して改革の気運が高まると、1983年にモスクワへ呼び戻され、ソ連最高のシンクタンクとして名高いソ連科学アカデミー付属世界経済国際関係研究所（IMEMO）所長に起用された。

### ペレストロイカでの活躍
1985年3月、コンスタンティン・チェルネンコ書記長の死に伴い、ゴルバチョフが書記長に就任すると、翌年の1986年ソ連共産党中央委員会書記、1987年政治局員候補として政治局入りし、同年6月に政治局員となり、エドゥアルド・シェワルナゼ外相とともにゴルバチョフのペレストロイカの車の両輪としてグラスノスチ（情報公開）で主導的役割を果たしたほか、イデオロギー面や外交面で、改革に取り組み、「ペレストロイカの設計者」、「ペレストロイカのゴッドファーザー」と呼ばれた。1988年から党機構の刷新に伴い、新設された国際問題政策委員会議長に就任した。
ヤコヴレフは、ゴルバチョフ時代の保守派（ブレジネフの流れを汲むグループ）、中間派（穏健改革派、狭義のゴルバチョフ派）急進改革派の分類では、中間派に位置したが、この中ではゴルバチョフより急進的であった。教条的な共産主義、ナショナリズムに批判的であり、国際政治の多極化、多元主義を主張した。1980年代末には、レーニン批判に踏み込み、保守派の攻撃の矢面に立たされた。ゴルバチョフにより大統領評議会メンバーとなるが、1991年に辞任する。急進的改革に傾斜するが、ソ連崩壊の最後までゴルバチョフを支え続けた。

### ソ連崩壊後
ソビエト連邦の崩壊後は、エリツィン政権下でロシア連邦大統領付属政治抑圧者名誉回復委員会議長に就任し、粛清による犠牲者の名誉回復の他、歴史史料編纂事業に取り組んだ。また、「ヤコヴレフフォンド」と呼ばれたソ連時代の公文書類の公開も積極的に進めた。第二次世界大戦末期のハンガリーでユダヤ人救出に活躍したのちソ連軍によって連行されたスウェーデン外交官のラウル・ワレンバーグが、1947年にソ連国内でKGBにより射殺されていたことも明らかにした。
ソ連崩壊後もゴルバチョフと政治的主張は同調しており、ロシアの選択（ロシアの民主的選択）、社会民主党（後にゴルバチョフが党首に就任）などの自由主義・民主主義系会派に所属し、強権化してきたプーチン政権やシロヴィキを批判した。1993年の下院選挙に立候補したが、こちらは落選した。
ソビエト体制に対する評価は厳しく、「20世紀は意味のない革命の世紀でもあった。社会主義国家ソ連を産んだロシア革命は世界の人々に希望を与えたわけではない。ロシア革命は、ボリシェビキが暴力で権力を奪取するために起こした単なるクーデターで、革命とはいえない。これはファシズムや日本の軍国主義と同様に犯罪である」「革命の父といわれるレーニンは、犯罪国家をつくったにすぎない。ソ連の誕生はファシズムと同様に独裁体制の台頭の一つに過ぎない」「ロシアにとって20世紀とはどんなものだったのだろうか。歴史の厳しい目で見れば、ソ連という社会的実験が失敗し、数多くの戦争で何千万人もの犠牲者を出して、20世紀を丸々失ったともいえる」と語っている。
2005年10月18日、モスクワ市内の病院で死去した。81歳。僚友ゴルバチョフは「自由と民主主義のために戦ってきた人々すべてにとって大きな損失だ」とヤコヴレフの死を悼む談話を出した。

## 日本語訳著書
- 『歴史の幻影ロシア―失われた世紀』（日本経済新聞社、1993年）
- 『マルクス主義の崩壊―20世紀の呪縛を解く』（サイマル出版会、1994年）

## 脚註
1. ↑  「ヤコヴレフ」、「ヤーコヴリェフ」などとも表記される。
2. ↑  ボリス・エリツィン『告白』草思社刊、1990年3月5日発行（156-157ページ）
3. ↑  『産経新聞』2000年8月7日朝刊「私が選んだ20世紀の十大ニュース」第2回